# Juan Vicente Córdoba Villota
Juan Vicente Córdoba Villota (Quito, Ecuador, 23 de julio de 1951) es un clérigo de la Iglesia católica, cuya actividad episcopal la ha realizado en Colombia, perteneciente a la Compañía de Jesús. Actualmente es el único Obispo Jesuita de Colombia.

## Biografía

### Primeros años y formación
Nació en Quito, Ecuador, cuando sus padres, el General colombiano Juan Bautista Córdoba Álvarez, Secretario General de la Presidencia de la República (Junta Militar) con fuero presidencial y Leonor Villota Zambrano, formaban parte  del servicio diplomático de la embajada de Colombia en Quito. 
Egresado del Liceo de Cervantes en Bogotá, Córdoba ingresa a la Compañía de Jesús y se hace profeso el 20 de junio de 1969, a la edad de 17 años.  

### Sacerdocio
Concluidos los estudios eclesiásticos es ordenado sacerdote a los 28 años, el 19 de octubre de 1979. 
Finalmente a los 36 años, realiza su profesión solemne de 4 votos el 2 de febrero de 1988.  
Durante su estadía en la Compañía de Jesús desempeñó diferentes cargos: 
- Formador de Júniores y Filósofos de la Compañía de Jesús en Colombia.(1990-1994)
- Rector del Colegio San Pedro Claver, en Bucaramanga.(1994-2000)
- Presidente Nacional de CONACED (Confederación Nacional Católica de Educación (2000-2001).
- Maestro de Historia, Psicología y Bioética; Decano del Medio Universitario de la Facultad de Medicina de la Pontificia Universidad Javeriana de Bogotá (2002-2004).
- Miembro correspondiente de la Academia de Historia de Santander.
- Miembro de honorario de la Sociedad Bolivariana de Colombia.

## Episcopado

### Obispo Auxiliar de Bucaramanga
El 30 de junio de 2004, el Papa Juan Pablo II lo nombró Obispo Titular de Ausuccura y Obispo Auxiliar de la Arquidiócesis de Bucaramanga; fue consagrado por el Nuncio Apostólico en Colombia, Beniamino Stella, el 28 de agosto del mismo año en la Catedral Basílica Metropolitana de Bogotá y Primada de Colombia.
Participó como delegado de la Conferencia Episcopal de Colombia en la V Conferencia General del Episcopado latinoamericano y del Caribe CELAM, en Aparecida, Brasil, del 13 al 31 de mayo de 2007. 
El 8 de julio de 2009 fue nombrado Secretario General de la Conferencia Episcopal de Colombia.

### Obispo de Fontibón
El 25 de noviembre de 2011, el Papa Benedicto XVI acepta la renuncia de Monseñor Enrique Sarmiento Angulo y nombra a Juan Vicente Córdoba segundo Obispo de Fontibón, diócesis de la cual toma posesión canónica el 11 de febrero de 2012. 
Participó en la visita Ad Limina Apostolorum de los obispos colombianos en junio de 2012.